# President McKinley at the Buffalo Exposition
President McKinley at the Buffalo Exposition è un cortometraggio muto del 1901. Il nome del regista non viene riportato nei crediti del film, che venne girato a Buffalo, nello stato di New York, durante l'Esposizione Universale del 1901.
Il 6 settembre, dopo aver pronunciato un discorso all'esposizione, il presidente William McKinley fu colpito dai colpi di Leon Czolgosz, un anarchico di origine polacca. Il presidente morì il 14 settembre in seguito alle ferite riportate nell'attentato.

## Produzione
Il film fu prodotto dalla Selig Polyscope Company.

## Distribuzione
Distribuito dalla Selig Polyscope Company, la news uscì nelle sale cinematografiche statunitensi nel settembre 1901.